# مايك هايدن
مايك هايدن (بالإنجليزية: Mike Hayden)‏ هو سياسي أمريكي، ولد في 16 مارس 1944 في كولبي في الولايات المتحدة. حزبياً، نشط في الحزب الجمهوري. وقد انتخب عضو مجلس نواب كنساس وانتخب حاكم كانساس ‏ (12 يناير 1987 – 14 يناير 1991).